# 見附町 (名古屋市)
見附町（みつけちょう）は、愛知県名古屋市千種区の地名。見附町1丁目から見附町3丁目。住居表示未実施。

## 地理
名古屋市千種区南部に位置する。東は四谷通・池園町、西から北は稲舟通、南は鏡池通に接する。

## 歴史

### 地名の由来
江戸時代、中秋の名月の際に宴が催された月見坂の正面に位置する一帯を見附と名付けたことによるという。

### 沿革
- 1945年（昭和20年）9月20日 - 千種区田代町の一部により、同区見附町として成立[1]。

## 世帯数と人口
2019年（平成31年）1月1日現在の世帯数と人口は以下の通りである。
| 町丁   | 世帯数  | 人口    |
| ------ | ------- | ------- |
| 見附町 | 440世帯 | 1,052人 |

### 人口の変遷
国勢調査による人口の推移
| 1950年（昭和25年） | 291人   | [ 10 ] |  |
| 1955年（昭和30年） | 441人   | [ 10 ] |  |
| 1960年（昭和35年） | 528人   | [ 11 ] |  |
| 1965年（昭和40年） | 783人   | [ 11 ] |  |
| 1970年（昭和45年） | 881人   | [ 12 ] |  |
| 1975年（昭和50年） | 972人   | [ 12 ] |  |
| 1980年（昭和55年） | 968人   | [ 13 ] |  |
| 1985年（昭和60年） | 906人   | [ 13 ] |  |
| 1990年（平成2年）  | 1,068人 | [ 14 ] |  |
| 1995年（平成7年）  | 847人   | [ 15 ] |  |
| 2000年（平成12年） | 709人   | [ 16 ] |  |
| 2005年（平成17年） | 1,134人 | [ 17 ] |  |
| 2010年（平成22年） | 1,123人 | [ 18 ] |  |

## 学区
市立小・中学校に通う場合、学校等は以下の通りとなる。また、公立高等学校に通う場合の学区は以下の通りとなる。
| 番・番地等 | 小学校               | 中学校               | 高等学校 |
| ---------- | -------------------- | -------------------- | -------- |
| 全域       | 名古屋市立見付小学校 | 名古屋市立城山中学校 | 尾張学区 |

## 施設
- 博愛病院東山診療所[7]
- 名古屋市立見付小学校[7]北緯35度9分37.4秒 東経136度57分35.9秒 / 北緯35.160389度 東経136.959972度

## その他

### 日本郵便
- 郵便番号 : 464-0817[4]（集配局：千種郵便局[21]）。